# Sisenand

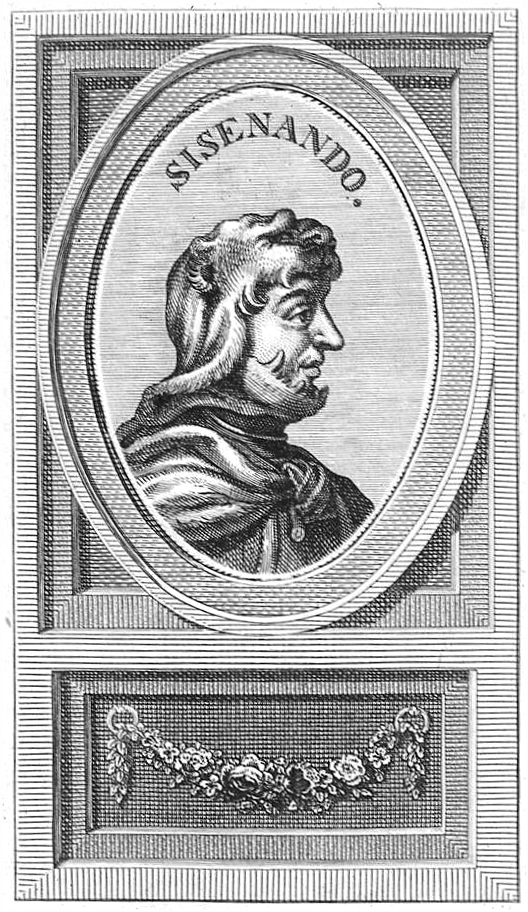
Sisenand, koning der Visigoten

Sisenand (ook wel Sisinand) was koning van de Visigoten van 631 tot en met 635 of 636.
Hij was de opvolger van Swinthila die hij met de hulp van de Frankische koning Dagobert I verdreef. Kort na de machtsgreep riep Sisenand het vierde concilie van Toledo samen. Niet alleen werd op dit concilie zijn staatsgreep gelegitimeerd (besloten werd Swinthila en diens zonen te verbannen), tevens werd een aantal aanpassingen in het burgerlijke en kerkelijke recht aangenomen. De geestelijkheid zou voortaan vrijgesteld worden van het betalen van belastingen en de koning zou in het vervolg gekozen worden door de edelen en de bisschoppen. De afzetting van een rechtmatig gekozen vorst werd nadrukkelijk verboden.
In 636 overleed Sisenand in Toledo. Zijn opvolger was Chintila: een zoon van Swinthila.

## Bron/Verder lezen
Sisenand op Mittelalter-Genealogie
Alarik I ·
Athaulf ·
Sigerik ·
Wallia ·
Theoderik I ·
Thorismund ·
Theoderik II ·
Eurik ·
Alarik II ·
Gesalic ·
Amalarik ·
Theudis ·
Theudigisel ·
Agila I ·
Athanagild ·
Liuva I ·
Leovigild ·
Reccared I ·
Liuva II ·
Witterik ·
Gundemar ·
Sisebut ·
Reccared II ·
Suintila ·
Sisenand ·
Chintila ·
Tulga ·
Chindaswinth ·
Recceswinth ·
Wamba ·
Erwig ·
Ergica ·
Wittiza ·
Roderik ·
Achila II ·
Ardon